# .vg
.vg je internetová národní doména nejvyššího řádu pro Britské Panenské ostrovy.